# بني عمران (المنيا)
قرية بني عمران  هي إحدي القرى التابعة لمركز دير مواس بمحافظة المنيا في جمهورية مصر العربية. حسب إحصاءات سنة 2006، بلغ إجمالي السكان في بني عمران 5933 نسمة، منهم 2942 رجل و2991 امرأة.